# حسيكة
الحسيكة وجمعها حسائك وهي سياج حسكي من أوتاد خشبية قوية مستدقة تضرب من حول الحصن بهدف اعاقة تحركات العدو. وتُسمَّى حِبَاك أو وَشِيع.

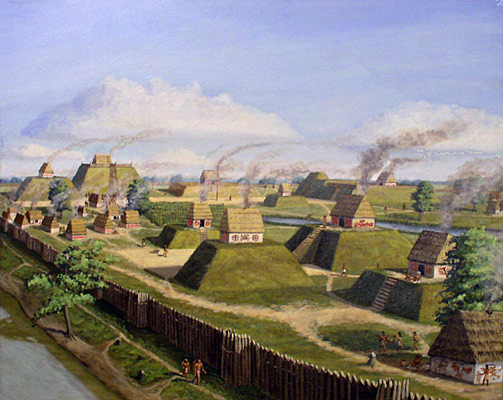
حسائك من حضارة المسيسبي.

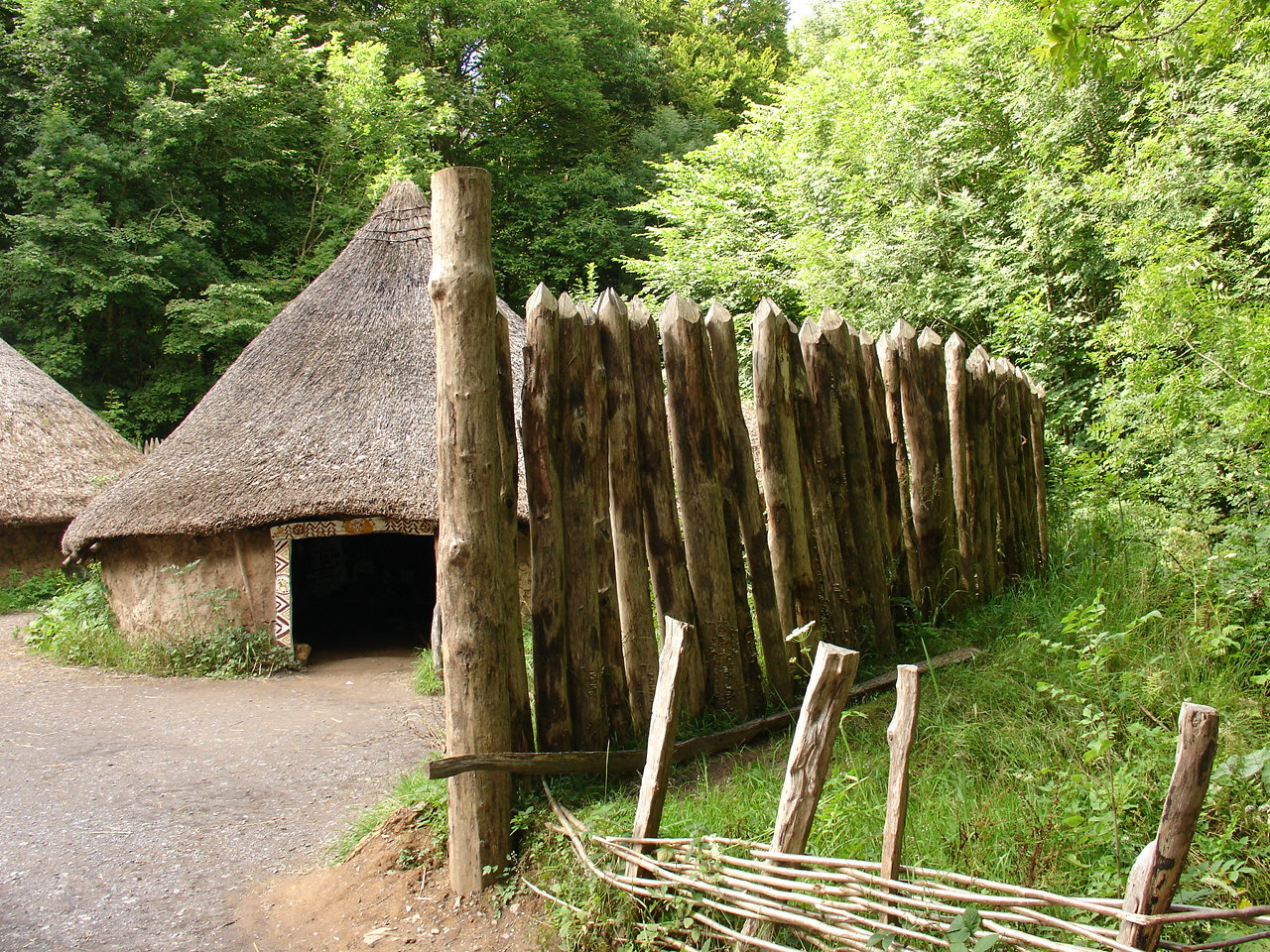
قرية محاطة بالحسائك